# Puchar CEV siatkarek (1992/1993)
Puchar CEV siatkarek 1992/1993 – 13. sezon turnieju rozgrywanego od 1980 roku, organizowanego przez Europejską Konfederację Piłki Siatkowej (CEV) w ramach europejskich pucharów dla żeńskich klubowych zespołów siatkarskich "starego kontynentu".

## Drużyny uczestniczące
- Universita Ołomuniec
- Isatarska Banka Pula
- Yustip Celje
- Flaros Bukareszt
- TDK Brevok
- Hermans Werwick
- Banga Kaunas
- Kajo Valkealan
- Kiryatim Haeem a'
- Braiconf Braila
- Elite Geneve
- Vesnianka Grodno
- Güneş Sigorta Stambuł
- Krayan Odessa
- Stal Mielec
- Shvesia Wilno
- Yunesis Jekaterynburg
- Araks Armavir
- Ponsi Korian
- BSI Fyllingen Bergen
- VC San Miguel-Acores
- Portuense Amenacer
- CS Bertrange
- SC Uni Bazylea
- Vasas SC
- Ionikos Ateny
- CSM Clamart
- ATSC Klagenfurt
- Tilia Kocevje
- Lokomotiv Dniepropetrowsk
- TSG Tubingen
- Sporting CP
- Eczacıbaşı Stambuł
- Colli Aniene Roma
- CV Murcia
- CJD Feuerbach
- Slavia Praga
- BKS Stal Bielsko-Biała
- Eger SC
- Racing Club de Cannes
- Orlon-Geas Sesto S. Giovanni
- CHMS Czelabińsk
- Dames Temse
- Zirinios Kifissia

## Rozgrywki

### Runda wstępna
| Data       | Drużyna 1             | Wynik | Drużyna 2                 | Sety                            |
| ---------- | --------------------- | ----- | ------------------------- | ------------------------------- |
| 03.10.1992 | Universita Ołomuniec  | 3:0   | Isatarska Banka Pula      | 15:13, 15:7, 15:13              |
| 10.10.1992 | Universita Ołomuniec  | 3:0   | Isatarska Banka Pula      | 15:10, 16:14, 15:9              |
| 03.10.1992 | Yustip Celje          | 0:3   | Flaros Bukareszt          | 10:15, 14:16, 4:15              |
| 10.10.1992 | Yustip Celje          | 0:3   | Flaros Bukareszt          | 2:15, 6:15, 5:15                |
| 03.10.1992 | TDK Brevok            | 1:3   | Hermans Werwick           | 11:15, 15:13, 9:15, 2:15        |
| 10.10.1992 | TDK Brevok            | 0:3   | Hermans Werwick           | 10:15, 4:15, 3:15               |
| 03.10.1992 | Banga Kaunas          | 1:3   | Kajo Valkealan            | 15:12, 8:15, 2:15, 12:15        |
| 10.10.1992 | Banga Kaunas          | 0:3   | Kajo Valkealan            | 3:15, 6:15, 7:15                |
| 03.10.1992 | Kiryatim Haeem a'     | 1:3   | Braiconf Braila           | 9:15, 3:15, 15:12, 4:15         |
| 10.10.1992 | Kiryatim Haeem a'     | 0:3   | Braiconf Braila           | 4:15, 2:15, 6:15                |
| 03.10.1992 | Elite Geneve          | 3:0   | Vesnianka Grodno          | 15:11, 15:8, 17:16              |
| 04.10.1992 | Elite Geneve          | 3:1   | Vesnianka Grodno          | 14:16, 15:4, 15:5, 15:12        |
| 03.10.1992 | Güneş Sigorta Stambuł | 1:3   | Krayan Odessa             | 6:15, 15:7, 13:15, 6:15         |
| 10.10.1992 | Güneş Sigorta Stambuł | 0:3   | Krayan Odessa             | 13:15, 7:15, 10:15              |
| 03.10.1992 | Stal Mielec           | 3:0   | Shvesia Wilno             | 15:0, 15:3, 15:3                |
| 10.10.1992 | Stal Mielec           | 3:0   | Shvesia Wilno             | 15:3, 15:2, 15:1                |
| 03.10.1992 | Yunesis Jekaterynburg | 3:0   | Araks Armavir             | walkower                        |
| 10.10.1992 | Yunesis Jekaterynburg | 3:0   | Araks Armavir             | walkower                        |
| 03.10.1992 | Ponsi Korian          | 3:0   | BSI Fyllingen Bergen      | walkower                        |
| 10.10.1992 | Ponsi Korian          | 3:0   | BSI Fyllingen Bergen      | walkower                        |
| 03.10.1992 | VC San Miguel-Acores  | 3:2   | Portuense Amenacer        | 13:15, 15:13, 7:15, 15:7, 17:15 |
| 10.10.1992 | VC San Miguel-Acores  | 0:3   | Portuense Amenacer        | 4:15, 8:15, 7:15                |
| 03.10.1992 | CS Bertrange          | 0:3   | SC Uni Bazylea            | 0:15, 5:15, 6:15                |
| 10.10.1992 | CS Bertrange          | 0:3   | SC Uni Bazylea            | 0:15, 4:15, 2:15                |
| 03.10.1992 | Vasas Budapeszt       | 3:0   | Ionikos Ateny             | 17:15, 15:3, 15:6               |
| 10.10.1992 | Vasas Budapeszt       | 1:3   | Ionikos Ateny             | 17:16, 4:15, 1:15, 9:15         |
| 03.10.1992 | CSM Clamart           | 3:0   | ATSC Klagenfurt           | 15:7, 15:6, 15:9                |
| 10.10.1992 | CSM Clamart           | 3:2   | ATSC Klagenfurt           | 15:8, 3:15, 15:10, 11:15, 15:12 |
| 03.10.1992 | Tilia Kocevje         | 0:3   | Lokomotiv Dniepropetrowsk | 7:15, 2:15, 6:15                |
| 10.10.1992 | Tilia Kocevje         | 0:3   | Lokomotiv Dniepropetrowsk | 8:15, 1:15, 3:15                |
| 03.10.1992 | TSG Tubingen          | 3:0   | Sporting CP               | 15:5, 15:2, 15:12               |
| 10.10.1992 | TSG Tubingen          | 3:0   | Sporting CP               | 15:13, 15:1, 15:4               |

### 1/16 finału
Colli Aniene Roma, Eczacıbaşı Stambuł, CV Murcia, CJD Feuerbach mają wolny
| Data       | Drużyna 1                    | Wynik | Drużyna 2                 | Sety                           |
| ---------- | ---------------------------- | ----- | ------------------------- | ------------------------------ |
| 07.11.1992 | Flaros Bukareszt             | 1:3   | Universita Ołomuniec      | 11:15, 16:14, 7:15, 10:15      |
| 14.11.1992 | Flaros Bukareszt             | 0:3   | Universita Ołomuniec      | 9:15, 14:16, 8:15              |
| 07.11.1992 | SK Slavia Praga              | 3:0   | Hermans Werwick           | 15:6, 15:11, 15:2              |
| 14.11.1992 | SK Slavia Praga              | 3:1   | Hermans Werwick           | 15:2, 4:15, 15:6, 15:10        |
| 07.11.1992 | Stal Bielsko-Biała           | 0:3   | Kajo Valkealan            | 8:15, 13:15, 3:15              |
| 14.11.1992 | Stal Bielsko-Biała           | 3:1   | Kajo Valkealan            | 15:10, 15:5, 8:15, 15:10       |
| 07.11.1992 | Elite Geneve                 | 3:0   | Braiconf Braila           | 15:3, 16:14, 15:13             |
| 14.11.1992 | Elite Geneve                 | 0:3   | Braiconf Braila           | 1:15, 14:16, 12:15             |
| 07.11.1992 | Eger SC                      | 3:0   | Krayan Odessa             | 15:10, 15:7, 15:11             |
| 14.11.1992 | Eger SC                      | 3:1   | Krayan Odessa             | 9:15, 15:10, 17:16, 15:9       |
| 07.11.1992 | Stal Mielec                  | 1:3   | Racing Club de Cannes     | 7:15, 10:15, 16:14, 9:15       |
| 14.11.1992 | Stal Mielec                  | 3:0   | Racing Club de Cannes     | 15:12, 17:15, 15:11            |
| 07.11.1992 | Yunesis Jekaterynburg        | 3:0   | Ponsi Korian              | 15:12, 16:14, 15:1             |
| 14.11.1992 | Yunesis Jekaterynburg        | 3:1   | Ponsi Korian              | 15:6, 13:15, 15:4, 15:2        |
| 07.11.1992 | SC Uni Bazylea               | 2:3   | Portuense Amenacer        | 5:15, 10:15, 15:5, 15:7, 12:15 |
| 14.11.1992 | SC Uni Bazylea               | 1:3   | Portuense Amenacer        | 15:13, 8:15, 5:15, 9:15        |
| 07.11.1992 | Vasas Budapeszt              | 3:1   | CSM Clamart               | 15:12, 9:15, 15:3, 15:6        |
| 14.11.1992 | Vasas Budapeszt              | 1:3   | CSM Clamart               | 14:16, 15:10, 8:15, 16:17      |
| 07.11.1992 | Orlon-Geas Sesto S. Giovanni | 3:0   | Lokomotiv Dniepropetrowsk | 15:5, 15:11, 15:3              |
| 08.11.1992 | Orlon-Geas Sesto S. Giovanni | 3:0   | Lokomotiv Dniepropetrowsk | 15:10, 15:9, 15:8              |
| 07.11.1992 | TSG Tubingen                 | 1:3   | CHMS Czelabińsk           | 14:16, 15:7, 12:15, 11:15      |
| 08.11.1992 | TSG Tubingen                 | 3:1   | CHMS Czelabińsk           | 15:7, 7:15, 15:12, 15:9        |
| 07.11.1992 | Dames Temse                  | 3:0   | Zirinios Kifissia         | 15:11, 15:9, 15:3              |
| 14.11.1992 | Dames Temse                  | 3:2   | Zirinios Kifissia         | 15:5, 13:15, 6:15, 15:4, 15:7  |

### 1/8 finału
| Data       | Drużyna 1                    | Wynik | Drużyna 2          | Sety                             |
| ---------- | ---------------------------- | ----- | ------------------ | -------------------------------- |
| 12.12.1992 | Universita Ołomuniec         | 0:3   | Colli Aniene Roma  | 10:15, 7:15, 7:15                |
| 13.12.1992 | Universita Ołomuniec         | 0:3   | Colli Aniene Roma  | 7:15, 4:15, 5:15                 |
| 12.12.1992 | SK Slavia Praga              | 3:0   | Kajo Valkealan     | 15:12, 15:4, 15:8                |
| 13.12.1992 | SK Slavia Praga              | 3:2   | Kajo Valkealan     | 15:8, 10:15, 15:11, 13:15, 16:14 |
| 05.12.1992 | Braiconf Braila              | 1:3   | Eczacıbaşı Stambuł | 8:15, 15:13, 10:15, 14:16        |
| 12.12.1992 | Braiconf Braila              | 0:3   | Eczacıbaşı Stambuł | 4:15, 7:15, 7:15                 |
| 05.12.1992 | Eger SC                      | 3:2   | Stal Mielec        | 15:17, 15:11, 15:8, 12:15, 21:19 |
| 12.12.1992 | Eger SC                      | 3:2   | Stal Mielec        | 12:15, 11:15, 15:13, 15:5, 15:12 |
| 05.12.1992 | Yunesis Jekaterynburg        | 3:0   | Portuense Amenacer | walkower                         |
| 12.12.1992 | Yunesis Jekaterynburg        | 3:0   | Portuense Amenacer | walkower                         |
| 06.12.1992 | CV Murcia                    | 3:1   | Vasas Budapeszt    | 15:8, 15:17, 16:14, 15:10        |
| 13.12.1992 | CV Murcia                    | 0:3   | Vasas Budapeszt    | 7:15, 10:15, 12:15               |
| 05.12.1992 | Orlon-Geas Sesto S. Giovanni | 3:0   | TSG Tubingen       | 15:3, 15:11, 15:8                |
| 13.12.1992 | Orlon-Geas Sesto S. Giovanni | 3:1   | TSG Tubingen       | 15:8, 15:6, 2:15, 15:12          |
| 05.12.1992 | CJD Feuerbach                | 3:0   | Dames Temse        | 15:4, 15:1, 15:3                 |
| 12.12.1992 | CJD Feuerbach                | 3:1   | Dames Temse        | 15:12, 15:6, 16:17, 15:7         |

### 1/4 finału
| Data       | Drużyna 1       | Wynik | Drużyna 2                    | Sety                            |
| ---------- | --------------- | ----- | ---------------------------- | ------------------------------- |
| 20.01.1993 | Slavia Praga SK | 0:3   | Colli Aniene Roma            | 10:15, 4:15, 5:15               |
| 27.01.1993 | Slavia Praga SK | 0:3   | Colli Aniene Roma            | 5:15, 12:15, 14:16              |
| 20.01.1993 | Eger SC         | 1:3   | Eczacıbaşı Stambuł           | 15:11, 6:15, 13:15, 9:15        |
| 27.01.1993 | Eger SC         | 0:3   | Eczacıbaşı Stambuł           | 12:15, 5:15, 6:15               |
| 20.01.1993 | Vasas Budapeszt | 0:3   | Yunesis Jekaterynburg        | 4:15, 4:15, 4:15                |
| 21.01.1993 | Vasas Budapeszt | 0:3   | Yunesis Jekaterynburg        | 11:15, 5:15, 5:15               |
| 20.01.1993 | CJD Feuerbach   | 2:3   | Orlon-Geas Sesto S. Giovanni | 4:15, 16:14, 15:4, 14:16, 16:18 |
| 27.01.1993 | CJD Feuerbach   | 2:3   | Orlon-Geas Sesto S. Giovanni | 15:11, 16:14, 4:15, 13:15, 9:15 |

### Turniej finałowy
Stambuł

#### Mecze o rozstawienie
| Data       | Drużyna 1          | Wynik | Drużyna 2                    | Sety                            |
| ---------- | ------------------ | ----- | ---------------------------- | ------------------------------- |
| 09.02.1993 | Colli Aniene Roma  | 3:2   | Orlon-Geas Sesto S. Giovanni | 15:4, 5:15, 15:13, 10:15, 15:12 |
| 09.02.1993 | Eczacıbaşı Stambuł | 3:1   | Yunesis Jekaterynburg        | 15:17, 15:11, 15:13, 15:10      |

#### Półfinał
| Data       | Drużyna 1          | Wynik | Drużyna 2                    | Sety                      |
| ---------- | ------------------ | ----- | ---------------------------- | ------------------------- |
| 10.02.1993 | Colli Aniene Roma  | 3:0   | Yunesis Jekaterynburg        | 15:12, 15:10, 17:15       |
| 10.02.1993 | Eczacıbaşı Stambuł | 3:1   | Orlon-Geas Sesto S. Giovanni | 11:15, 17:15, 15:12, 15:9 |

#### Mecz o 3. miejsce
| Data       | Drużyna 1             | Wynik | Drużyna 2                    | Sety                       |
| ---------- | --------------------- | ----- | ---------------------------- | -------------------------- |
| 11.02.1993 | Yunesis Jekaterynburg | 3:1   | Orlon-Geas Sesto S. Giovanni | 16:14, 16:17, 15:11, 15:11 |

#### Finał
| Data       | Drużyna 1         | Wynik | Drużyna 2          | Sety                    |
| ---------- | ----------------- | ----- | ------------------ | ----------------------- |
| 11.02.1993 | Colli Aniene Roma | 3:1   | Eczacıbaşı Stambuł | 15:10, 2:15, 15:9, 15:1 |

## Klasyfikacja końcowa
| Miejsce | Drużyna                      |
| ------- | ---------------------------- |
| złoto   | Colli Aniene Roma            |
| srebro  | Eczacıbaşı Stambuł           |
| brąz    | Yunesis Jekaterynburg        |
| 4.      | Orlon-Geas Sesto S. Giovanni |